# Premios Éter

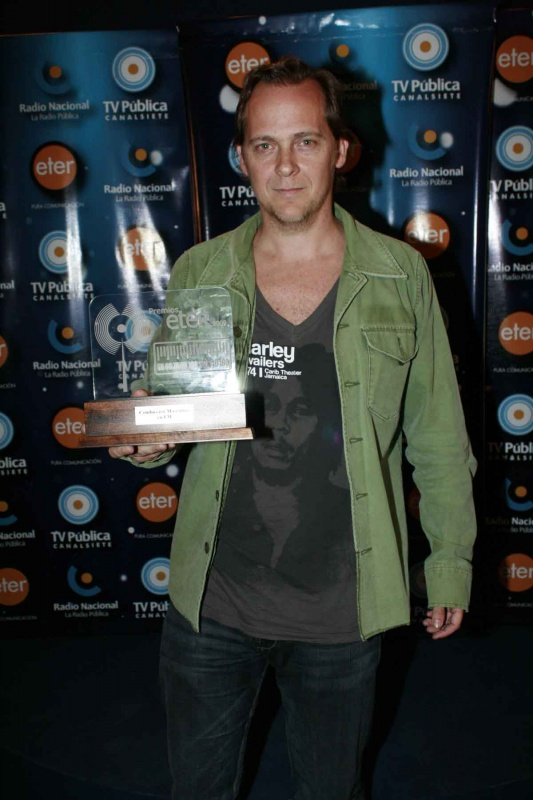
Matías Martin, mejor conductor de radio 2009.

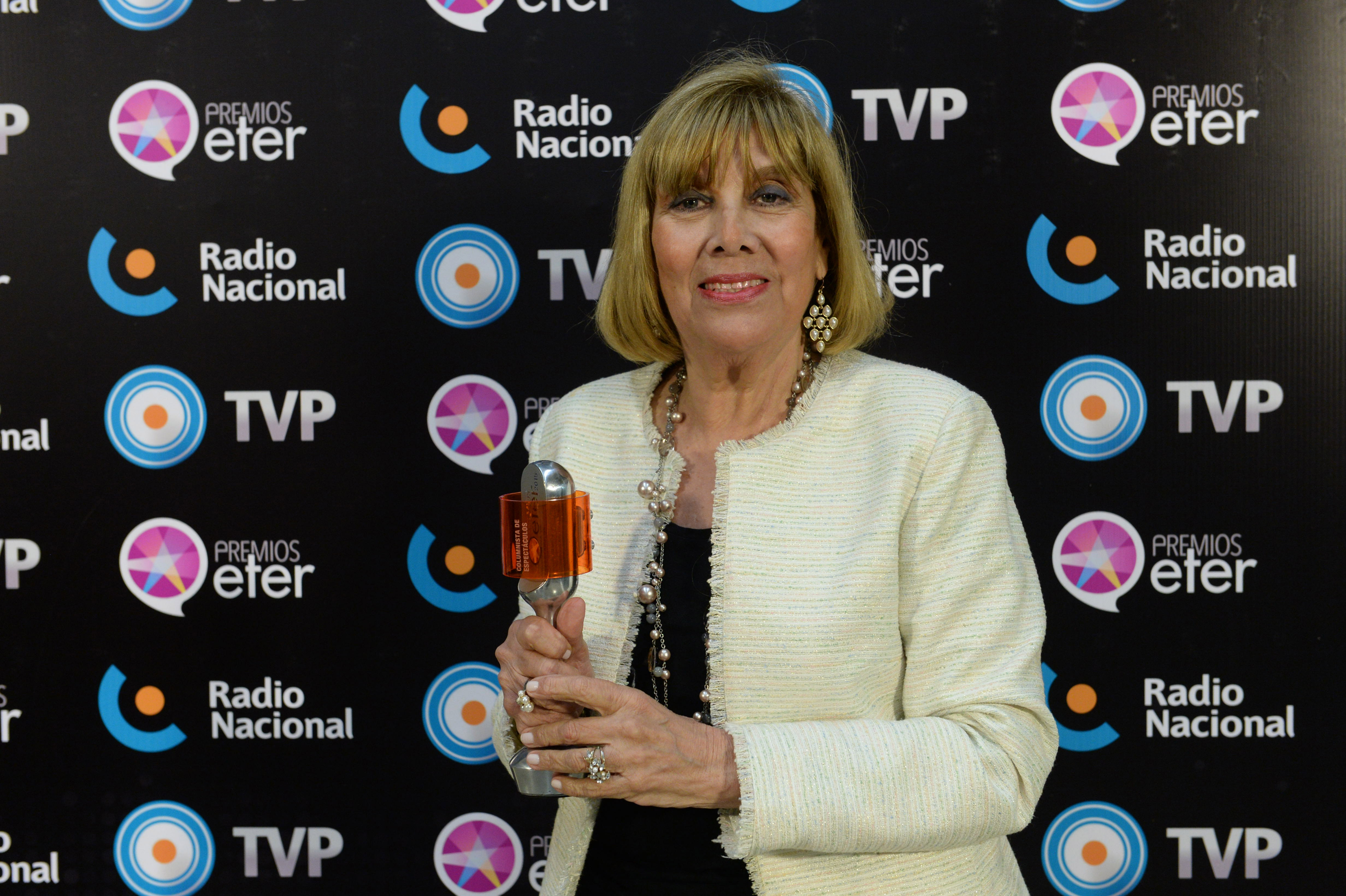
Alicia Petti, mejor columnista de cultura-espectáculos 2015.

Los premios Éter (o premios Éter Solo la Radio) son una distinción que premia a los participantes del proceso de producción y puesta en el aire en la radio argentina.
Éter (Escuela Terciaria de Estudios Radiofónicos) durante años otorgó premios a la actividad radiofónica como actividad interna de la institución. En 2005 se abrió el espacio a toda la comunidad radiofónica y nacieron los premios «Éter - Solo la Radio».

## Modalidades de premiación
- Las categorías labor masculina en AM, labor femenina en AM, labor masculina en FM, labor femenina en FM, mejor programación integral AM, mejor programación integral FM, servicio informativo, y cronista de exteriores, son elegidas por un jurado integrado por dos representantes de cada emisora e institución adherida y los ganadores de las ediciones anteriores.
- Los rubros programa en AM, programa en FM, conductor/a en AM y conductor/a en FM son elegidos por los oyentes.
- Los rubros idea alternativa en radio AM, idea alternativa en radio FM, realización integral en AM, realización integral en FM, locutor/a AM/FM, revelación del año AM/FM, operador/a AM/FM, labor de humor AM, labor de Humor FM, labor cultura/espectáculos AM/FM, labor información y opinión AM/FM, labor periodística sobre la radio, musicalización, deporte, y distinción federal, son elegidos por el Consejo de asesores, integrado por periodistas especializados de diversos medios de comunicación.
- El premio a la trayectoria lo determina la escuela.

## Ediciones

### Edición 2008
- Premio en la categoría Conducción femenina en AM: Liliana Daunes, por La Rosa Brindada (Radio Ciudad) compartido con Mónica de Carvalho, por Todos en la Madrugada (Radio Mitre).
- La Escuela Terciaria de Estudios Radiofónicos (ETER) organizó una nueva edición de los Premios Éter. La votación se llevó a cabo entre el 1 y el 15 de octubre de ese año, y la entrega de distinciones se realizó el 25 de noviembre de 2021.  eter.edu.ar  Además, en 2024, se celebró otra edición de los Premios Éter. La ceremonia tuvo lugar el domingo 16 de junio de 2024 a las 21:00 horas y fue transmitida en vivo por América TV. En esta ocasión, se premiaron las producciones más destacadas de los años 2022 y 2023.